# Хобгуд (Северна Каролина)
Хобгуд (енгл. Hobgood) град је у америчкој савезној држави Северна Каролина.

## Демографија
По попису из 2010. године број становника је 348, што је 56 (-13,9%) становника мање него 2000. године.
| Група             | 2000.       | 2010.       |
| Белци             | 191 (47,3%) | 160 (46,0%) |
| Афроамериканци    | 211 (52,2%) | 174 (50,0%) |
| Азијати           | 0 (0,0%)    | 0 (0,0%)    |
| Хиспаноамериканци | 3 (0,7%)    | 14 (4,0%)   |
| Укупно            | 404         | 348         |